# Bandera de Artigas
Para la Bandera del departamento, véase Bandera de Artigas (departamento).
La Bandera de Artigas es uno de los símbolos nacionales de Uruguay. Fue declarada como tal por decreto el 18 de febrero de 1952. Por disposición legal, debe tener las mismas proporciones que el Pabellón Nacional Uruguayo; es también la primera bandera del Partido Federal de Argentina. 
La bandera de Artigas identifica y hace honor a la figura del Prócer de la Patria, José Gervasio Artigas. Consta de tres franjas horizontales del mismo ancho, siendo de color azul la superior e inferior y blanca la del centro. Las franjas expresadas estarán atravesadas diagonalmente por una de color rojo de igual ancho que las anteriores, que se extiende de la parte superior, junto al asta, al ángulo inferior opuesto.

## Origen
La bandera fue diseñada por él, basándose en la bandera creada en 1812 por Manuel Belgrano, a la cual le añadió el color rojo punzó como de la sangre derramada por la independencia respecto a España y el imperio lusobrasileño y por el federalismo, y con el objetivo de ser el emblema de la Liga Federal de las Provincias Unidas del Río de la Plata, por lo que ha resultado ser la primera bandera del Partido Federal. En un principio constaba de tres bandas azul-blanco-azul, donde cada una de las bandas azules tenía dentro una banda roja horizontal; cada banda punzó (roja) representaba las bandas oriental y occidental del Río de la Plata en la misma bandera. Más tarde, es el mismo Artigas quien cambia los dos listones horizontales por dos en diagonal y luego por uno solo en diagonal, argumentando que "a la distancia era difícil distinguirlos"; en este caso, las dos bandas del Río de la Plata son las franjas azulcelestes, el Río de la Plata es representado con la franja horizontal central blanca (en heráldica: color plata) y la franja punzó o gules roja, que al cruzarlas une a todas las bandas, señala la unión libre de los pueblos (Unión de los Pueblos Libres).

## Trasfondo

Primera versión de la bandera de Artigas.

Surge como una reacción en contra del gobierno unitario y centralista de Buenos Aires, renuente a aceptar el federalismo y temerosa de la situación internacional imperante. Según palabras del propio Artigas:

1º Marzo 1815 – la provincia de Entre Ríos enarbola la Bandera de Artigas, que se había izado por primera vez en el Ctel. Gral. de Arerunguá el 13/I/1815; este en oficio de 4/II/1815 al gobernador de la provincia de Corrientes, Teniente Coronel José de Silva, había dispuesto los colores a utilizarse en la bandera de los “Pueblos Libres”, “...la bandera que se ha mandado levantar en los pueblos libres debe ser uniforme a la nuestra, si es que somos unos en los sentimientos. Buenos Aires hasta aquí ha engañado al mundo entero con sus falsas políticas y dobladas intenciones. Estas han formado siempre la mayor parte de nuestras diferencias internas, y no ha dejado de excitar nuestros temores la publicidad con que mantiene enarbolado el pabellón español si para simular este defecto ha hallado el medio de levantar en secreto la bandera azul y blanca; yo he ordenado en todos los pueblos libres de aquella opresión, que se levante una igual a la de mi Ctel. Gral., blanca en medio, azul en los dos extremos, y en medio de estos unos listones colorados signo de la distinción de nuestra grandeza, de nuestra decisión por la República, y de la sangre derramada para sostener nuestra libertad e independencia...”. (Archivo Artigas Tomo Vigésimo)

En 1812 el régimen unitario establecido en la ciudad de Buenos Aires amonestó e incluso amenazó a Manuel Belgrano por haber creado la bandera azul y blanca que hoy es la de Argentina y a la cual circunstancialmente el patriota Antonio Beruti había logrado hacer flamear en el fuerte de Buenos Aires el 17 de abril de 1815. Recién hasta fines de julio de 1816 no se declaró oficial el uso de la bandera azulceleste y blanca en la ciudad de Buenos Aires, manteniéndose hasta ese entonces como oficial la bandera española rojigualda. 
La bandera de Artigas (es decir, la azul y blanca con el festón rojo) fue izada por primera vez en el cuartel de Arerunguá el 13 de enero de 1815, en la Provincia Oriental (actual Uruguay y aproximadamente la mitad occidental y el tercio meridional de Río Grande del Sur) el 26 de febrero de 1815 y en Entre Ríos el 13 de marzo. En Montevideo fue enarbolada por primera vez el 26 de marzo por orden del gobernador militar de Montevideo, el coronel Fernando Otorgués.

## Liga Federal

Bandera de Entre Ríos, conocida como la bandera de Ramírez

De la Liga Federal formaban parte la Provincia Oriental, Entre Ríos, Santa Fe, Corrientes, Córdoba y Misiones. Es por ello que el diseño coincide con la actual bandera de Artigas en Uruguay y la actual bandera de la provincia argentina de Entre Ríos, si bien varía el tono de azul por épocas; actualmente se utiliza un azul muy oscuro en Uruguay y un celeste muy claro en Entre Ríos.